# Puente Industrial
El puente Industrial será un puente del Gran Concepción, Chile, que unirá a la comuna de San Pedro de la Paz con Hualpén. Este puente será el más largo de Chile, con 2,5 kilómetros de extensión. Asimismo, será la primera autopista urbana fuera de Santiago, pues contará con un pórtico de peaje bajo sistema de telepeaje.

## Historia
A pesar de que su construcción ya había sido contemplada, el fuerte terremoto del 27 de febrero de 2010 ocurrido en la zona, que deterioró los puentes Llacolén y Juan Pablo II, hizo que los planes de realización se aceleraran. En marzo de 2010 se indicó que sería un puente concesionado, de uso bimodal, es decir, tanto ferroviario como carretero; y que su construcción se realizaría en paralelo al Puente Bicentenario Presidente Patricio Aylwin Azócar (ex Chacabuco), el cual será un puente para vehículos motorizados que se construirá en reemplazo del destruido Puente Viejo.
En noviembre de 2013 se presentaron las ofertas privadas para construir el Puente Industrial, adjudicandose las obras la empresa OHL. El 2017 el proyecto sufre una serie de modificaciones, especialmente en vista a la mitigación por el paso de la autopista por el Estero y Humedal Los Batros, otros proyectos MINVU desarrollados en el lugar, y la mitigación sísmica; y con ello ingresa a estudio de impacto ambiental. En julio de 2017 se presenta el diseño del puente, en donde se muestra como un puente para uso de vehículos motorizados, peatones y bicicletas, desechando el proyecto de bimodalidad con ferrocarriles.
En febrero de 2021 se llegó a un acuerdo entre el MOP y la concesionaria Aleatica (sucesora de OHL) para la inyección de mayores recursos y, finalmente, las obras comenzaron el 9 de julio de 2021. 
A fines de 2023 se anunció que el Puente Industrial empalmará con la Ruta Pie de Monte —la segunda autopista urbana del Gran Concepción, proyectada para implementarse en paralelo a la Ruta 160 hasta la comuna de Coronel— en el enlace Los Batros. Originalmente se tenía previsto que ambas obras se construyeran al unísono, pero finalmente la licitación de Pie de Monte se abrió en diciembre de 2023, proyectando su puesta en operaciones en 2032, 8 años después de la fecha proyectada para la finalización de obras del Puente Industrial presupuestada para comienzos del 2025.

## Construcción

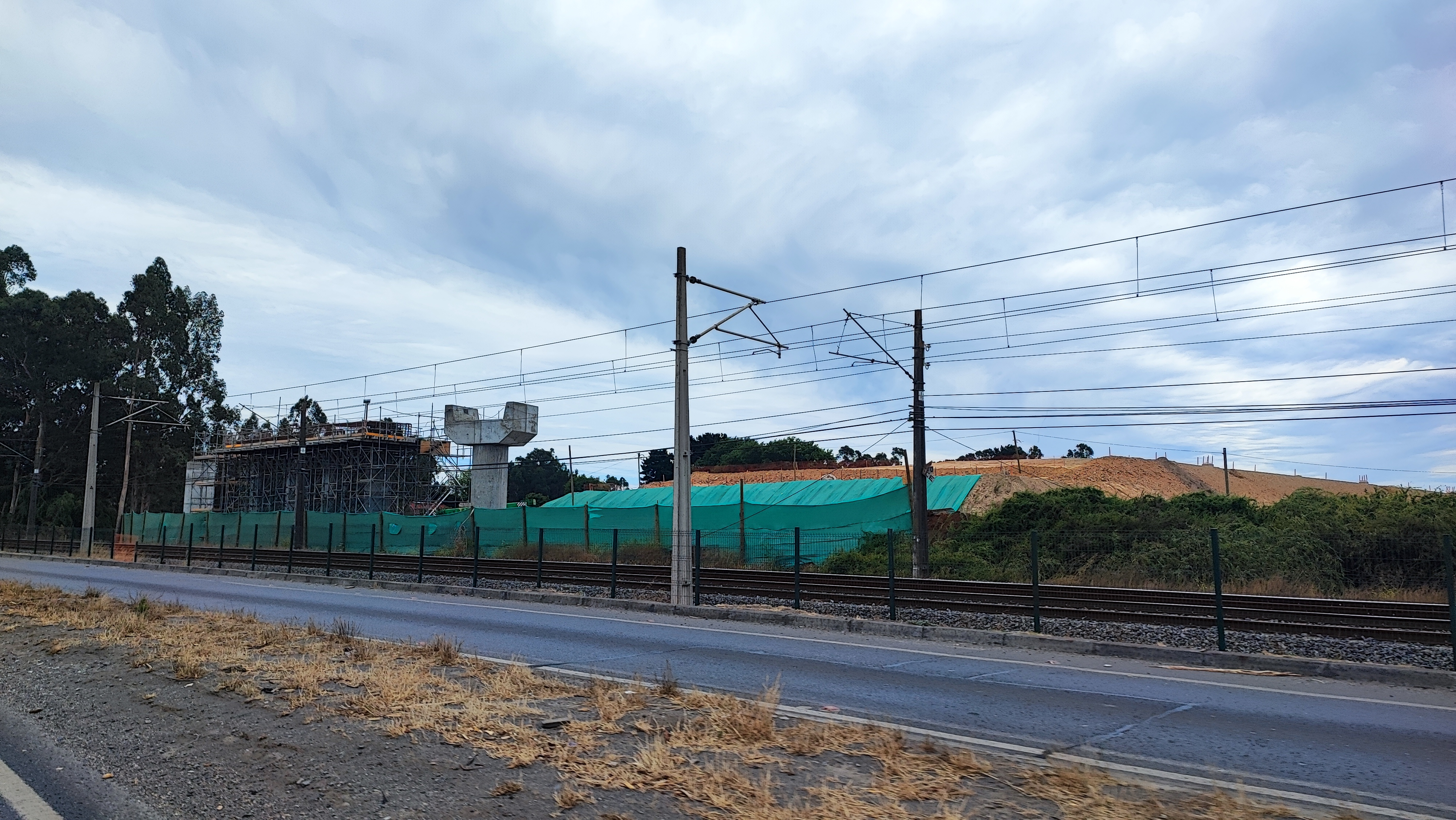
Faenas del enlace "Los Batros", donde finalizará la concesión Puente Industrial en la comuna de San Pedro de la Paz, en febrero de 2024.

El 5 de mayo de 2023, con el anuncio del plan "Más Movilidad" ha sido reiteradamente mencionado como parte del plan debido a su importancia en la descongestión de la Ruta CH-160 en el tramo urbano de San Pedro de la Paz, al otorgar una salida de vehículos (especialmente vehículos de carga) antes de ingresar a la Avenida Pedro Aguirre Cerda.
El 3 de agosto de 2023 se dio cuenta de que las obras llevan un 50% de avance. En el mismo mes el Comité Asesor Ministerial del plan "Más Movilidad" solicitó a la concesionaria a cargo de las obras que habilitara un enlace provisorio a la avenida Costanera Mar, a la altura del sector Boca Sur de la comuna de San Pedro de la Paz.
A comienzos de diciembre, en virtud del plan, se anunció por parte del Gobierno Regional del Biobío que se estudia la posibilidad de subsidiar en CL$1.000 el peaje del puente.
En abril de 2024 la construcción presentó 67% de avance y las autoridades estimaron su finalización entre fines de ese año y comienzos de 2025. En noviembre del mismo año, Bío-Bío reportó que el proyecto alcanzó el 78% de avance y que, si bien se sigue estimando su finalización a comienzos de 2025, su apertura depende de la construcción de todos los enlaces, tanto por Hualpén así como con la Ruta 160 desde San Pedro de la Paz.